# Lamport & Holt D-Klasse
Die „D“-Klasse, „D“-Schiffe, oder „D“-boats waren eine Baureihe von Frachtschiffen der britischen Reederei Lamport & Holt. Die Schiffsklasse bestand aus sieben Schiffen desselben Schiffstyps, die in drei Baulosen gebaut wurden. Die Benennung der Schiffe nahm, wie bei der Reederei üblich, bekannte Autoren, Komponisten und Wissenschaftler zum Vorbild.

## Geschichte
Lamport & Holt gab 1937 zunächst drei Schiffe der D-Klasse bei Harland & Wolff in Auftrag, die bei ihrem Erscheinen durch ihre stromlinienförmigen Aufbauten einiges Aufsehen in Schifffahrtskreisen erregten. Die Schiffe waren für den Liniendienst von Glasgow und Liverpool zum Rio de la Plata vorgesehen und ersetzten dort die älteren Einheiten Marconi, Millais und Nasmyth.

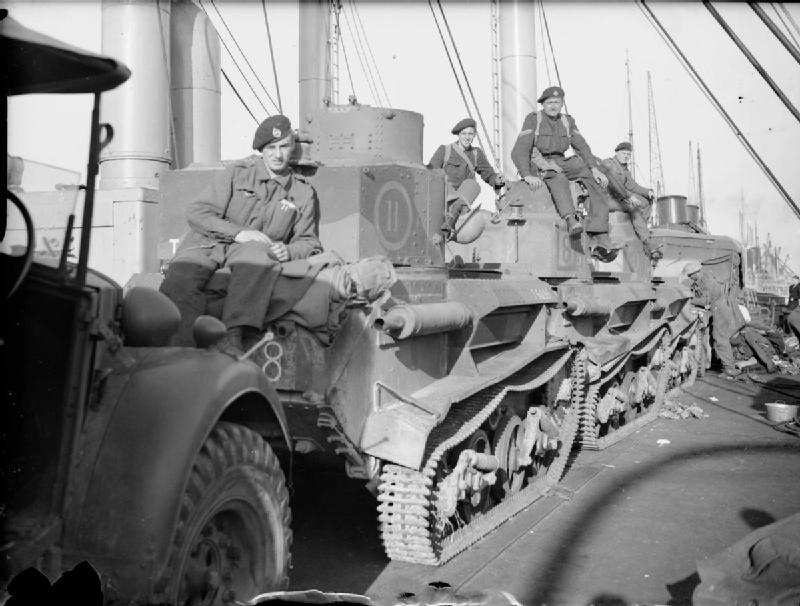
Truppen und Panzer des Royal Tank Regiment an Bord der Delius nach Evakuierung von Cherbourg im Juni 1940

Während des Zweiten Weltkriegs kamen 1940 zwei weitere Schiffe zur Reedereiflotte, die Debrett und Defoe und 1941 wurde die Vermessung aller Schiffe vergrößert. Auch von Kampfhandlungen und Seeunfälle waren D-Klasse-Schiffe betroffen. Die Delius wurde am 27. April 1940 in Romdalsfjord durch einen Luftangriff beschädigt. Auf der Defoe ereignete sich im September 1942 auf einer Reise von Manchester nach Famagusta mit Stückgut, darunter Chlorlösung und Flugzeuglack in Fässern eine Laderaumexplosion, die einen Teil des Vorschiffs abriss und zu einem Feuer an Bord führte. Das Schiff sank am 24. September südwestlich von Rockall, wobei sechs Seeleute ums Leben kamen. Im Dezember geriet die Delane in Bone liegend über mehrere Nächte unter Flugzeugbeschuss dem mit den an Bord installierten Flugabwehrkanonen begegnet wurde. Am 5. Juli 1943 wurde die Devis auf einer Reise mit Truppen und Ausrüstung vom Clyde nach Sizilien von U-593 auf Position 37,01°N; 004,10°E versenkt, wobei alle 52 Mann an Bord umkamen. Am 21. November 1943 wurde erneut die auf der Heimreise von Indien befindliche Delius in ihrem Konvoi durch eine Gleitbombe schwer beschädigt. Die Besatzung konnte den an Bord entstehenden Brand aber löschen, sich erneut dem Konvoi anschließen und erreichte schließlich Großbritannien, wo das Schiff repariert und die Besatzung ausgezeichnet wurde. Als Ersatz für die beiden verlorenen Defoe und Devis gab Lamport & Holt zwei Ersatzschiffe bei Harland & Wolff in Auftrag die 1944 und 1945 mit denselben Namen der Vorgänger abgeliefert wurden.
Nach dem Krieg wurden die Schiffe zunächst über Jahre in regulären Lamport & Holt-Liniendiensten eingesetzt. 1954 wurden Delius, Delane und Defoean die Blue Star Line verkauft und umbenannt und mit Kühleinrichtungen versehen. 1955 gingen zusätzlich Debrett und Devis für ein Jahr in Bareboat-Charter an die Blue Star Line, die die ehemaligen Lamport & Holt-Einheiten im Nordamerika-Pazifikdienst einsetzte. 1958 übernahm Lamport & Holt seinerseits die Delius und Defoe in langfristiger Bareboat-Charter von der Blue Star Line.
1961 übernahm die französische Compagnie Metallurgique et Miniere die Delius und die Delane für jeweils 90.000 £ und setzte beide 1961/62 für je eine Reise zum Abbruch in Asien ein. Die Devis wurde zum Sommer 1962 direkt an Abbrecher in La Spezia veräußert. Auf der Debrett ereignete sich am 16. April 1964 während der Heimreise von Buenos Aires nach Liverpool in Recifé ein Maschinenraumbrand, nach dem das Schiff an die Embajada Compania Naviera aus Piräus abgegeben wurde. Diese benannte das Schiff in Ambasciata um und gab es Ende 1964 zur Verschrottung in Osaka ab. 1966 verließ auch das jüngste der Schiffe, die Defoe, Lamport & Holt und wurde von der griechischen Argolis Shipping Company in Argolis Star umbenannt. Sie blieb bis Ende Oktober 1969 in Fahrt und wurde dann in Shanghai abgebrochen.

## Technik
Der Grundentwurf der Schiffe als offener Shelterdecker mit mittig angeordneten Aufbauten und dem konventionellen Ladegeschirr unterschied sich nicht grundlegend von zeitgenössischen Linienfrachtern. Einzigartig war allerdings die stromlinienförmige Gestaltung der mittleren Decksaufbauten der Schiffe – die Schornsteine waren über die oberen drei Decks in die schmal gehaltenen Decksaufbauten integriert. Oben schlossen Ruderhaus und Kartenraum ohne Übergang an das Schornsteinprofil an. Es waren Einrichtungen für die Mitnahme von zwölf Passagieren vorhanden.
Die knapp 140 Meter langen und 19 Meter auf Spanten breiten Schiffe besaßen sechs Laderäume mit Zwischendeck. Bei der Delane und der Defoe (II) wurden Mitte der 1950er Jahre Teile des Laderaums mit Kühlladeräumen nachgerüstet. Einige Einheiten besaßen Süßöl-Tank seitlich neben dem Wellentunnel. Alle Schiffe wurden von Dieselmotoren angetrieben, wobei zwei verschiedene Baumuster verbaut wurden. Die Delius (I), Delane, Devis, Debrett, Defoe (I) und Defoe (II) besaßen von Harland & Wolff in Lizenz gefertigte Burmeister & Wain Sechszylinder-Motoren, die Devis (II) den ersten von Harland & Wolff gefertigten Sechszylinder-Gegenkolbenmotor.
Obwohl im Grundaufbau gleich, gab es bei den einzelnen Schiffen der Serie Unterschiede um sie an die geänderten Erfordernisse anzupassen. Die ersten drei Schiffe waren tatsächlich baugleich, die beiden Schiffe von 1940 wichen in einigen Details wie der Aufbautengestaltung mit weiter nach vorne reichenden Schornsteinen von den Vorbauten ab und die letzten beiden Ersatzbauten waren erneut in Details, wie dem leistungsfähigeren Ladegeschirr mit zwei zusätzlichen Ladepfosten an Vor- und Achterkante der Aufbauten, modifiziert worden. Die zweite Defoe hatte ein längeres Brückendeck, welches bis zu den Ladebäumen reichte und die zweite Devis hatte einen anderen Hauptmotor.

## Die Schiffe (Auswahl)
| Lamport & Holt „D“-Serie            | Lamport & Holt „D“-Serie | Lamport & Holt „D“-Serie | Lamport & Holt „D“-Serie | Lamport & Holt „D“-Serie | Lamport & Holt „D“-Serie |
| Bauname                             | Baunummer                | IMO-Nummer               | Ablieferung              | Spätere Namen und Verbleib |                          |
| ----------------------------------- | ------------------------ | ------------------------ | ------------------------ | --- | ------------------------ |
| Delius                              | 980                      | keine                    | 6. Juli 1937             | 1954 Portland Star, 1958 Delius, 1961 Kettara VII, ab 30. April 1962 von Sangyo Shinko in Izumi-Ohtsu verschrottet.                                       |                          |
| Delane                              | 1001                     | keine                    | 17. Januar 1938          | 1954 Seattle Star, 1961 Kettara VI, ab 13. Oktober 1961 von Hong Kong Rolling Mills in Hongkong verschrottet.                                             |                          |
| Devis                               | 1002                     | keine                    | 14. Februar 1938         | Am 5. Juli 1943 von U-593 auf Position 37,01°N; 004,10°E versenkt.                                                                                        |                          |
| Debrett                             | 1029                     | keine                    | 23. Mai 1940             | 1955 Washington Star, 1956 Debrett, 1964 Ambasciata, ab 28. Dezember 1964 in Osaka verschrottet.                                                          |                          |
| Defoe                               | 1030                     | keine                    | 30. August 1940          | Am 24. September 1942 nach Laderaumexplosion und Feuer in Position 52,11°N; 019,32°W gesunken.                                                            |                          |
| Devis                               | 1181                     | keine                    | 20. August 1944          | 1955 Oakland Star, 1957 Devis ab 4. Juli 1962 von Cantieri Navali del Golfo in La Spezia verschrottet.                                                    |                          |
| Defoe                               | 1182                     | 5087596                  | 31. Mai 1945             | 1954 Geelong Star, 1958 Defoe, 1966 Argolis Star, ab 10. November 1969 von China National Machinery Import & Export Corporation in Shanghai verschrottet. |                          |
| Daten: Lloyd’s Register of Shipping |                          |                          |                          | |                          |